# Gilles Paquet
Pour les articles homonymes, voir Paquet.
Gilles Paquet, né le 19 juillet 1936 à Québec et mort le 18 janvier 2019, est un économiste et un professeur canadien.

## Biographie
Après avoir étudié au Petit Séminaire de Québec, puis à l'Université Laval où il obtient un baccalauréat en philosophie et sciences sociales en 1958 et une maîtrise en économie en 1960, Gilles Paquet complète un doctorat en économie à l'Université Queen's en 1962 et un post-doctorat en économie à l'Université de la Californie en 1973. Il est également chercheur postdoctoral au Centre canadien de gestion entre 1992 et 1998 et chercheur en résidence à l'Institut de recherche en politique publique entre 1988 et 1989.
Il enseigne les sciences économiques à l'Université Carleton de 1963 à 1979 et y dirige le département d'économie de 1969 à 1972. De 1973 à 1979, il est aussi doyen des études supérieures et de la recherche. Il occupe parallèlement, entre 1966 et 1977, divers postes de professeurs adjoints dans plusieurs institutions, soit l'Université de Sherbrooke, l'Université du Québec à Montréal, l'Université Sir George Williams, l'École nationale d'administration publique, et l'Université Laval. À partir de 1981, il est professeur et doyen de la faculté d'administration de l'Université d'Ottawa, institution où il fonde et dirige  le Centre d'études en gouvernance. En 2002, il est nommé professeur émérite, poste qu'il occupe jusqu'à son décès.
En parallèle à sa carrière académique, Gilles Paquet est très actif dans les médias, notamment en vulgarisant l’économie sur les ondes de Radio-Canada et de TV Ontario. On dit de lui qu'il communique comme il respire, et que s'il n'arrive pas à convaincre, du moins, il ébranle. Par ailleurs, il rédige fréquemment des chroniques pour le quotidien Le Droit et pour la revue Optimum dont il est l'éditeur et rédacteur en chef entre 1994 et 2019.
L’économiste Pierre Fortin le décrit comme un « admirable contestataire ». En effet, Paquet prend parfois des positions impopulaires : il se prononce contre le bilinguisme officiel à Ottawa et soutient la thèse que « l'insularité de l'hôpital Montfort risquait d'enfermer les francophones de la région d'Ottawa dans leur différence en les privant d'un accès efficace à des services complémentaires dans les autres hôpitaux plus spécialisés. »

## Travaux et engagements
Durant son long parcours au sein des cercles universitaires, il écrit ou édite une soixantaine d’ouvrages et publie plus de 500 textes scientifiques (rapports, articles, chapitres). Les sujets traités vont de l’histoire économique du Canada jusqu’aux études urbaines et régionales en passant par l’organisation industrielle, la gestion publique et le management du savoir et la gouvernance. Ses vastes recherches sur l'histoire économique du Québec au tournant du XIXe siècle, amorcées en 1967 avec son proche collaborateur Jean-Pierre Wallot, sont particulièrement marquantes dans son domaine.
Il a défendu le modèle québécois contre l'analyse menée par l'économiste Fernand Ouellet.
Tout au long de sa carrière, Gilles Paquet est membre de plusieurs associations dont la Royal Society of Arts (à partir de 1989) et l'Association canadienne d'économique, où il est nommé membre à vie en 2006 après avoir été entre autres secrétaire-trésorier de 1967 à 1981. Il assume la présidence de plusieurs organismes, dont la Société canadienne de science économique (entre 1972 et 1973), la Fédération des sciences sociales du Canada (entre 1981 et 1982), l'Académie des lettres et des sciences humaines du Canada (entre 1989 et 1991). Il s'implique aussi au sein de l'Association des économistes québécois qu'il préside entre 1989 et 1990 et où il est nommé membre honoraire en 2007.

## Prix et Honneurs
- 1976 - Membre de la Société royale du Canada (qu'il préside entre 2003 et 2005)
- 1982 - Prix Acfas Jacques-Rousseau, multidisciplinarité
- 1989 - Prix Esdras-Minville
- 1992 - Membre de l'Ordre du Canada
- 2002 - Médaille du Jubilé d'or de la reine Elizabeth II
- 2005 - Doctorat honorifique de l'Université Laval
- 2005 - Doctorat honorifique de l'Université Thomson Rivers
- 2006 - Doctorat honorifique de l'Université Queen's
- 2012 - Médaille du Jubilé de Diamant de la reine Elizabeth II
- 2015 - Prix distinction en enseignement du Collège des administrateurs de sociétés de l'Université Laval
- 2015 - Doctorat honorifique de l'Université Carleton
- 2017 - Prix de service émérite de l'Association des économistes canadiens
- 2022 - Création du Prix Acfas Gilles-Paquet, dédié à la recherche en francophonie minoritaire canadienne[11]

## Publications
- Paquet, Gilles. Gouvernance: Mode d'emploi. Montréal, QC, Canada: Liber, 2008.
- Paquet, Gilles et Jean Pierre Wallot. Un Québec moderne 1760-1840: Essai d'histoire économique et sociale. Montréal, HMH, 2007
- Paquet, Gilles. « Qui a peur de la gouvernance décentralisée? », dans Pour une décentralisation démocratique. Québec, QC, Canada: Presses de l'Université Laval, 2006.
- Paquet, Gilles. « Ottawa-Gatineau, cité-région transfrontalière: gouvernance baroque et bricolage », dans Robitaille, M., Simard, J.F. and Chiasson, G. (eds), L'Outaouais au carrefour des modèles de développement. Gatineau: Université du Québec en Outaouais#, 2006.
- Paquet, Gilles. « Le Canada français dans sa culture », dans Gagné, G., Le Canada français : son temps, sa nature, son héritage, Québec, QC, Canada: Édition Nota Bene, 2006.
- Paquet, Gilles. Si Monfort m'était conté. Essais de pathologie administrative et de rétrospective. Ottawa, Centre d'études en gouvernance, 2001.
- Paquet, Gilles. Oublier la révolution tranquille - pour une nouvelle socialité. Montréal, Liber, 1999.